# Modèle traumatique des troubles mentaux
 (mars 2025).
Le modèle traumatique des troubles mentaux, également appelé modèle traumatique de la psychopathologie, souligne le rôle central des traumatismes physiques, sexuels et psychologiques comme facteurs clés dans l'apparition des troubles psychiatriques, notamment la dépression, l'anxiété et la psychose, que le traumatisme soit vécu dans l'enfance ou à l'âge adulte. Ce modèle considère les individus comme présentant des réactions compréhensibles face à des événements traumatiques, plutôt que comme étant atteints d'une maladie mentale.
Les modèles traumatiques mettent en évidence que les expériences traumatiques sont plus fréquentes et jouent un rôle plus important dans l’étiologie des troubles mentaux qu’on ne le suppose généralement. Ils s’inspirent de certaines approches psychanalytiques, en particulier des premières théories de Sigmund Freud concernant les abus sexuels durant l'enfance, l'hystérie, les travaux de Pierre Janet sur la dissociation et la théorie de l'attachement de John Bowlby. De nombreuses études confirment l'existence d'un lien entre des expériences précoces de maltraitance chronique et de négligence sévère et le développement ultérieur de troubles psychologiques.
Dans les années 1960, les modèles traumatiques se sont rapprochés des approches humanistes et anti-psychiatriques, en particulier dans l'interprétation de la schizophrénie et du rôle joué par la dynamique familiale. Les troubles de la personnalité ont également été au centre de l'attention, notamment le trouble de la personnalité borderline. On considère que la dissociation et les « réponses de blocage » (réactions plus intenses que la fuite ou le combat lorsqu'une personne est submergée par la peur et le traumatisme) jouent un rôle majeur dans l’étiologie des troubles psychologiques. Certaines versions extrêmes des modèles traumatiques ont intégré l'environnement fœtal et le traumatisme à la naissance, mais ces théories manquent de fondement dans la littérature académique et ont suscité des controverses, notamment concernant la mémoire retrouvée[réf. nécessaire].
Les individus peuvent être traumatisés par une variété de personnes, et pas uniquement par les membres de leur famille. Par exemple, les hommes victimes d’abus sexuels rapportent avoir été agressés dans des environnements institutionnels tels que des internats, des maisons de retraite ou des clubs sportifs.
Les modèles traumatiques soulignent l'impact des facteurs stressants et traumatiques sur les relations d'attachement précoces ainsi que sur le développement de relations interpersonnelles matures. Ils sont souvent vus comme un contrepoint à l’orthodoxie psychiatrique et offrent des perspectives critiques sur la recherche et la pratique en santé mentale, en particulier en raison de leur focalisation excessive sur la génétique, la neurochimie et les médicaments.

## Histoire
Entre les années 1940 et 1970, des figures majeures de la santé mentale, telles que Harry Stack Sullivan, Frieda Fromm-Reichmann, Theodore Lidz, Gregory Bateson, Silvano Arieti et R.D. Laing, ont développé des modèles traumatiques pour comprendre la schizophrénie. Sur la base de leurs travaux cliniques, ils ont suggéré que la schizophrénie pourrait être déclenchée par les expériences vécues par les enfants dans des familles gravement perturbées et qu’elle reflète les efforts des individus pour faire face à ces environnements familiaux tout en vivant dans des sociétés qui nuisent au bien-être psychologique. Dans les années 1950, la théorie de Sullivan liant la schizophrénie aux relations interpersonnelles était largement acceptée aux États-Unis. Le livre de Silvano Arieti, Interprétation de la schizophrénie, a remporté le National Book Award en 1975 dans la catégorie scientifique. Il propose un modèle psychologique pour comprendre tous les types régressifs de ce trouble.
Certains modèles psychogènes proposés par ces premiers chercheurs, tels que celui de la « mère schizophrénogène », ont été largement critiqués, notamment par les féministes qui y voyaient une forme de « culpabilisation maternelle », ainsi que par une profession psychiatrique de plus en plus tournée vers le déterminisme biologique. À partir des années 1960, les traitements pharmacologiques ont pris une place de plus en plus importante en psychiatrie. Dans les années 1980, l'idée selon laquelle la dynamique familiale pourrait jouer un rôle dans l'étiologie de la schizophrénie a été rejetée par de nombreux professionnels de la santé mentale en Amérique et en Europe. Avant son décès en 2001, à l'âge de 90 ans, Theodore Lidz, l'un des principaux défenseurs de la théorie des parents « schizophrénogènes », exprimait son regret que la recherche en psychiatrie biologique actuelle « ait manqué l'essentiel ». À l'instar de Lidz, Laing a soutenu jusqu'à sa mort que les relations familiales jouaient un rôle déterminant dans l'origine du trouble de la personnalité schizoïde et de la schizophrénie. Des recherches récentes ont confirmé cette hypothèse. Par exemple, il a été prouvé que la maltraitance infantile joue un rôle causal dans des troubles tels que la dépression, le syndrome de stress post-traumatique, les troubles alimentaires, la toxicomanie et les troubles dissociatifs, et les recherches révèlent que plus la maltraitance est grave, plus la probabilité que des symptômes psychiatriques se développent à l'âge adulte est élevée.
Le livre de Judith Lewis Herman, Trauma and Recovery, a eu une grande influence sur les approches thérapeutiques. Le processus de rétablissement se divise en trois phases, qu'il est préférable de suivre dans un ordre séquentiel : d'abord, « établir la sécurité » ; ensuite, « traverser un processus de souvenir et de deuil des pertes » ; enfin, « se reconnecter à la communauté et, de manière plus large, à la société ».

## Critiques
Les critiques du modèle, comme August Piper, soulignent un défaut majeur dans la logique selon laquelle les traumatismes infantiles causent la folie : si cette hypothèse était correcte, les abus subis par des millions d'enfants au fil des ans auraient dû entraîner des taux de prévalence des troubles mentaux bien plus élevés que ceux observés dans la littérature. Cependant, cette critique néglige la possibilité d'un sous-diagnostic ainsi que le fait que tous les abus n'entraînent pas nécessairement un traumatisme durable. D'autres critiques, en particulier les partisans de la thérapie familiale comportementale, ont perçu les modèles de traumatisme comme une forme de culpabilisation des parents, soulignant que les familles sont généralement la principale, voire la seule, source de soutien pour les individus atteints de troubles mentaux graves. Lucy Johnstone a noté que certains critiques préconisent des interventions familiales pour les patients psychiatriques adultes, tout en affirmant que les expériences de l'enfance ne sont pas des causes directes de la maladie mentale, comme si les membres de la famille ne pouvaient influencer leurs enfants adultes que de manière positive ou négative.
En réponse à l'argument de Piper, il a été souligné qu'Arieti, dans Interprétation de la schizophrénie, a affirmé qu'un traumatisme est d'autant plus significatif lorsqu'il est infligé par des personnes avec lesquelles les jeunes individus entretiennent des liens émotionnels. Il a également précisé que les abus sont souvent mêlés à d'autres formes de négligence et à des comportements perturbants de la part des soignants : 

« Tout d'abord, il convient de répéter ici ce que nous avons déjà mentionné... que des conditions de danger extérieur évident, comme dans le cas des guerres, des catastrophes ou d'autres adversités affectant la collectivité, ne produisent pas le type d'anxiété qui nuit à la dimension intérieure et ne favorisent pas en soi la schizophrénie. Même la pauvreté extrême, les maladies physiques ou les tragédies personnelles ne conduisent pas nécessairement à la schizophrénie, à moins qu'elles n'aient des répercussions psychologiques qui nuisent au sens du soi. Même les foyers brisés par la mort, le divorce ou l'abandon peuvent être moins destructeurs que ceux où les deux parents sont vivants, vivent ensemble et sapent constamment la conception que l'enfant a de lui-même. »

## Approches récentes
Une méta-analyse de 2005 sur la schizophrénie a montré que la prévalence des abus physiques et sexuels dans les antécédents des individus diagnostiqués avec des troubles psychotiques est très élevée et a été insuffisamment étudiée. Cette revue de la littérature a révélé que la prévalence des abus sexuels durant l'enfance chez les personnes diagnostiquées avec la schizophrénie variait entre 45 % et 65 %. Une analyse de l'American National Comorbidity Study a montré que les individus ayant subi trois types d'abus (par exemple, sexuels, physiques, harcèlement) présentent un risque 18 fois plus élevé de développer une psychose, tandis que ceux ayant subi cinq types d'abus ont 193 fois plus de chances de devenir psychotiques. Un article de synthèse de 2012 a avancé l'idée qu'un traumatisme récent ou actuel peut influencer la perception d'un individu de son passé, modifiant ainsi son expérience du passé et entraînant des états dissociatifs. De nombreuses études sur les facteurs de risque des troubles mentaux fréquents ont souligné l'importance des traumatismes,. Ces recherches ont ravivé l'intérêt pour ce domaine, tant chez les cliniciens, les chercheurs que les organisations d'utilisateurs de services, telles que le Hearing Voices Movement.
Le psychiatre Colin Ross désigne son approche comme le « modèle traumatique des troubles mentaux » et souligne que, contrairement aux modèles biologiques, ce modèle prend en compte la littérature sur la comorbidité entre les traumatismes et les troubles mentaux. Ross explique la base théorique de son modèle du traumatisme : « Le problème auquel sont confrontés de nombreux patients est qu'ils n'ont pas grandi dans une famille raisonnablement saine et normale. Ils ont grandi dans une famille incohérente, abusive et traumatisante. Les mêmes personnes auxquelles l'enfant devait s'attacher pour survivre étaient aussi responsables des abus et l'ont gravement blessé... Le conflit fondamental, la douleur la plus profonde et la source la plus profonde des symptômes, réside dans le fait que le comportement de maman et papa est blessant, incohérent et dépourvu de sens. »
Concernant les psychoses, la majorité des chercheurs et cliniciens s'accordent à dire que la génétique constitue un facteur de risque causal, mais que « les gènes à eux seuls ne suffisent pas à expliquer la maladie »,. Les conceptions modernes de la génétique considèrent les gènes comme des régulateurs de l'intensité, avec les facteurs environnementaux jouant un rôle dans l'activation des gènes. Ainsi, plus le stress environnemental est important, plus l'impact des gènes est prononcé.
Dans le domaine de la criminologie, Lonnie Athens a formulé une théorie selon laquelle un processus de brutalisation par les parents ou les pairs, généralement vécu durant l'enfance, mène à des crimes violents à l'âge adulte. Why They Kill de Richard Rhodes expose les observations d'Athens sur la violence domestique et sociétale dans le milieu criminel. Tant Athens que Rhodes rejettent les théories fondées sur l'hérédité génétique.
Les criminologues Jonathan Pincus et Dorothy Otnow Lewis affirment que, bien que l'interaction entre les abus subis durant l'enfance et les troubles neurologiques puisse expliquer le meurtre, pratiquement tous les 150 meurtriers qu'ils ont étudiés sur une période de 25 ans avaient été gravement maltraités pendant leur enfance. Pincus estime que la seule solution possible à la criminalité serait de prévenir les abus envers les enfants.